# Phyllotopsis ealaensis
Phyllotopsis ealaensis är en svampart som först beskrevs av Beeli, och fick sitt nu gällande namn av David Norman Pegler 1971. Phyllotopsis ealaensis ingår i släktet Phyllotopsis och familjen Tricholomataceae.   Inga underarter finns listade i Catalogue of Life.